# Улица Шотемура
У́лица Шотему́ра (тадж. Кӯчаи Шотемур) — одна из главных улиц города Душанбе — столицы Таджикистана.

## География
Улица проходит с запада на восток по территории района Исмоили Сомони, пересекая несколько центральных кварталов. Начинается от улицы Шероза, проходит мимо парка Рудаки, пересекает одноимённый проспект, улицы Бохтар, Пушкина, Мирзо Турсунзоды, Азизбекова, Гурминджа Завкибекова и заканчивается у улицы Лахути, после пересечения с которой переходит в улицу Дружбы народов. Длина улицы Шотемур составляет немногим больше полутора километров.

## История
В советское и раннее постсоветское время улица называлась Коммунистической, затем в рамках кампании по возрождению и продвижению национальной идентичности была переименована и названа в честь Героя Таджикистана, одного из отцов-основателей Таджикской ССР Шириншо Шотемора (Шотемура). Вдоль улицы расположено несколько важных правительственных зданий и достопримечательностей города.

## Застройка
- дом 1 — Дворец Нации (президентский дворец Республики Таджикистан)
- дом 22 — Гостиница «Таджикистан»
- дом 29 — администрация района Исмоили Сомони
- дом 35/1 — филиал МГУ в Таджикистане
- дом 54 — Душанбинский государственный театр кукол
- дом 65 — Посольство Южной Кореи в Таджикистане